# Нитинан (посёлок)
Нитинан (яп. 日南町 Нитинан-тё:) — посёлок в Японии, находящийся в уезде Хино префектуры Тоттори. Площадь посёлка составляет 340,87 км², население — 4950 человек (1 августа 2014), плотность населения — 14,52 чел./км².

## Географическое положение
Посёлок расположен на острове Хонсю в префектуре Тоттори региона Тюгоку. С ним граничат города Ясуги, Ниими, Сёбара и посёлки Намбу, Хино, Окуидзумо.

## Население
Население посёлка составляет 4950 человек (1 августа 2014), а плотность — 14,52 чел./км². Изменение численности населения с 1980 по 2005 годы:
| 1980 | 8889 чел. |  |
| 1985 | 8470 чел. |  |
| 1990 | 7974 чел. |  |
| 1995 | 7382 чел. |  |
| 2000 | 6696 чел. |  |
| 2005 | 6112 чел. |  |